# Antonio Cipriano Costa y Cuxart
Antonio Cipriano Costa y Cuxart (26 de septiembre de 1817-21 de julio de 1886) fue un botánico español. Este insigne valenciano estudió la sucesión altitudinal de la
vegetación de Cataluña.

## Algunas publicaciones

### Libros
- 1859. Programa y resumen de las lecciones de botánica general. Ed. Tomás Gorchs. 252 pp.
- 1864. Introducción à la flora de Cataluña y catálogo razonado de las plantas observadas en esta región. Ed. Imprenta del Diario de Barcelona. 343 pp. Edición de 1877: 439 pp.
- 1878. Programa y resumen, ó compendio de unas lecciones de botánica general para los alumnos de las facultades de ciencias. 2.ª ed. Imprenta barcelonesa. xxiv + 357 pp.
- 2009. Introducción a la flora de catalun. Ed. BiblioBazaar. 549 pp. ISBN 1117586081.

## Honores
Presidente de la Real Academia de Ciencias Naturales y Artes
Socio honorario del «Instituto Agrícola Catalán»
Socio corresponsal de
- «Sociedad Fitológica de Amberes»
- «Museo de Historia natural de Madrid»

### Epónimos
- (Poaceae) Costia Willk.[2]

- La abreviatura «Costa» se emplea para indicar a Antonio Cipriano Costa y Cuxart como autoridad en la descripción y clasificación científica de los vegetales.[3]